# 호비와 엄마나무섬의 비밀
《호비와 엄마나무섬의 비밀》(일본어: 劇場版 しまじろうのわお ! しまじろうとおおきなき)은 2015년에 대한민국에서 개봉한 일본의 영화이다.

## 성우진
- 미나미 오미
- 미키 타카하시
- 야마자키 타쿠미
- 가슈인 타츠야